# Osman ibn Affan
Osman ibn Affan (arap.: عُثْمَانُ بْنُ عَفَّان بْنُ أَبِي الْعَاصِ, trans.:ʿUthmān ibnʿAffān ibn Abī al-ʿĀṣ) bio je treći pravovjerni kalif od 644. do 656. godine.
Vodi porijeklo od Emeva (Banu Umayya), jednog od najčasnijih kurejšijskih plemena, koje je nosilo zastavu u ratovima i imalo neka vjerska zaduženja oko Ćabe. 
Bio je jedan od rijetkih pismenih ljudi tog doba. Ostao je zapamćen i kao pisar koji je zapisivao Muhamedove Objave. Imao je dva nadimka: Ebu-Abdullah i Ebu-Amr. Jedan je od desetorice prorokovih ashaba kojima je još za života obećan Džennet (raj).

## Osman prije islama
Osman ibn Affan je rođen u bogatoj trgovačkoj kući. Bio je pravedan, iskren i pouzdan. Nije volio oružje. Izbjegavao je svaku svađu, prezirao nasilje. Nastojao je mirno riješiti probleme. Bio je veoma stidljiv.
Živio je čisto i uredno, za razliku od većine Mekanskih mladića toga doba. Nije pio alkohol, niti je bludničio. O sebi je znao govoriti: "Alaha mi, nisam počinio blud, ni u džahilijetu ni u islamu." Održavao je rodbinske veze i pomagao je svoju rodbinu. Iako je rođen u blagostanju i bogatstvu, ipak je bio darežljiv.

## Život u islamu
Osman je primio islam još u vrijeme kada je na svijetu manje od četrdesetak muslimana.Još u vrijeme džahilijeta, želio se oženiti Rukajjom, Muhamedovom kćerkom, no ona se udala za Utbu ibn Ebu-Leheba. Kako je islam rastao, tako su Kurejšije pokušavale na svaki mogući način spriječiti to širenje. Tako je Ebu-Leheb, Muhamedov stric, koji je već ranije bio oženio svoja dva sina Muhamedovim kćerkama, riješio da ih razvede kako bi na taj način Muhameda pozabavio osobnim problemima. No, on se vrlo obradovao time što su mu se kćerke razvele od mnogobožaca. Nešto kasnije, Osman se oženio Rukajjom. Nakon što se pojačao pritisak Kurejšija na muslimane, Osman i njegova žena Rukajja čine hidžru u Abesiniju, i tamo provode neko vrijeme. Tamo su dobili sina kojemu dadoše ime Abdullah. Kasnije, kada je bila dogovorena hidžra u Medinu, Osman i njegova žena su bili prvi koji su je izvršili.
Osman nije sudjelovao u bitci na Bedru jer mu je žena Rukajja bila bolesna, pa je ostao uz nju. Nakon sretnog završetka bitke, Rukajja umire. On nije želio prekinuti rodbinske veze s Muhamedom, pa je zatražio ruku njegove druge kćerke Ummu Kulsum. Vjenčanje je bilo u rebiul-evvelu 3. godine po Hidžri, a dogovoren je isti mehr kao i za Rukajju. No, nije prošlo mnogo, a Osmanu je umro sin Abdullah u svojoj 6. godini i nedugo nakon toga, 9. godine po Hidžri umrla je i Ummu Kulsum, s kojom nije imao djece. Kada je umrla druga Muhamedova kćerka, on je rekao Osmanu: "Kada bih imao i treću kćerku dao bih je za tebe." Zbog činjenice da je bio oženjen s dvije Poslanikove kćerke, Osman dobio je nadimak "Zun-nurejn", što znači vlasnik dvije svjetlosti.
Za vrijeme života, obradovan je viješću da je zaslužio mjesto u Džennetu. Nije se pročuo smjelošću ni slavom u ratu. Bio je u bitkama na Hendeku, Hudejbijji, Hajberu, sudjelovao je u osvajanju Meke, Hunajnu, Taifu i Bici na Tebuku i na Uhudu, za koju se priča da je pobjegao. No, kako nije bio pretjerano hrabar, on je činio sve da novčano pomogne muslimansku vojsku. Tako je jednom prilikom donirao 300 deva s cjelokupnom opremom i tisuću dinara, pa je Muhamed na to rekao: "Šta god Osman od danas uradi, neće mu naškoditi".

### Treći kalif
Nakon smrti Omera, okupilo se vijeće kako bi izabrali novoga kalifa. Bilo je predloženo šest ashaba, da bi nakon rasprave trojica odustala, a ostali su: Osman ibn Affan, Alija ibn Ebu-Talib i Abdurrahman ibn Avf. Abdurrahman je tada rekao: "Ja ću preuzeti na sebe izbor, i odredit ću onoga tko je preči od vas dvojice", pa je ispitivao stanovništvo u nadi da će volja naroda odlučiti. Međutim, kada ni jednom od njih dvojice narod ne ukaza povjerenje, on se odluči okupiti vjernike u džamiji, te s minbera zatraži od kandidata da se zakunu Kuranom i sunnetom Njegovog Poslanika da će raditi kao Ebu-Bekr i Omer ibn el-Hattab. Alija ibn Ebu-Talib odgovori da se ne može zakleti, ali da će uložiti sve od sebe, a Osman izreče zakletvu, te tako postade treći kalif.
Za vrijeme Osmanovog hilafeta nastavljena su osvajanja na istoku. Osvojena je Armenija i Azerbajdžan, a stanovnici Taberistana i Gruzije su se dobrovoljno predali. Razdoblje hilafeta Osmana je razdoblje muslimanske moći i najvećeg blagostanja. To vrijeme je zapamćeno po sljedećem:
- Kovan je novac koji je dopro u sve krajeve hilafeta.
- Formirana je mornarica koja je izvojevala mnoge pobjede.
- Medina je postala prijestolnica
- Kuran je sastavljen u jednu zbirku po pravilima koja važe i danas.

Izmjenjivao je namjesnike na visokim položajima i na njihova mjesta postavljao svoje rođake, pa je to izazvalo nezadovoljstvo muslimana. Nagomilani gnjev prerastao je u pobunu. Prvo se pobunio narod Kufe, zatim Basre, a u Egiptu se pripremala pobuna i zavjera o ubojstvu kalifa. Iako je bio svjestan teškoće u kojoj se našao, nije htio prijeći u Šam gdje bi mu bila pružena zaštita, nego je govorio: "Alah mi je dovoljan, a divan je On zaštitnik".

## Smrt
Pobuna je prerasla u opsadu Osmanove kuće. Okupili su se stanovnici Egipta, Kufe i Basre, a bilo je i nekolicina muhadžira i ensarija koji su se kasnije razišli zbog obavljanja Hadždža. U petak 8. zul-hidžeta 35. hidžranske godine, pobunjenici su preskočili zidove kuće i sukobili se sa stražarima. U kuću su upali: Muhamed ibn Ebu-Bekr, Kenane ibn Bišr ibn Itab, Sevdan ibn Hamran i Amr ibn el-Hamk. Zatekli su Osmana kako čita Kuran. Kenane ga je udario željeznom šipkom, oborivši ga na stranu, a Amr ibn el-Hamk mu je sjeo na prsa i devet puta ga probo nožem. Kalif je umro s riječima: "Neka je slavljen uzvišeni Alah".